# Selenasta kiselina
Selenasta kiselina je hemijsko jedinjenje sa formulom . Strukturno, ona se preciznije opisuje sa . Ona je glavna oksokiselina selena. Druga je selenova kiselina.

## Formiranje i osobine
Selenasta kiselina je analogna sumporastoj kiselini, mada se ona lakše može izolovati. Selenasta kiselina se lako formira dodatkom selen dioksida u vodu. Kao kristalina materija, ova ima piramidalne molekule koji su međusobno povezani vodoničnim vezama. U rastvoru ona je diprotična kiselina:
Ona ima blago oksidacionu prirodu, mada su njene reakcije kinetički spore. U :
U :
Ona se koristi u organskoj sintezi za pripremu 1,2-diketona (npr. glioksala).